# إفرايم إتش. فوستر
إفرايم إتش. فوستر هو محامي وسياسي أمريكي، ولد في 17 سبتمبر 1794 في باردستاون في الولايات المتحدة، وتوفي في 6 سبتمبر 1854 في ناشفيل في الولايات المتحدة. نشط حزبياً في حزب اليمين.

## مناصب
- انتخب عضو مجلس الشيوخ الأمريكي [الإنجليزية]‏ عن دائرة مقعد مجلس الشيوخ لتينيسي من الدرجة الأولى ‏ وقد انضم خلال فترته النيابية [الإنجليزية]‏ (17 أكتوبر 1843 – 4 مارس 1845) للكتلة البرلمانية حزب اليمين.
- انتخب عضو مجلس الشيوخ الأمريكي [الإنجليزية]‏ عن دائرة مقعد مجلس الشيوخ لتينيسي من الدرجة الأولى ‏ وقد انضم خلال فترته النيابية [الإنجليزية]‏ (17 سبتمبر 1838 – 3 مارس 1839) للكتلة البرلمانية حزب اليمين.
- انتخب عضو مجلس نواب تينيسي ‏.
- انتخب عضو مجلس الشيوخ الأمريكي [الإنجليزية]‏.